# Råfrukt
Råfrukt vid öltillverkning är andra ämnen än malt, såsom ris, majs, råg, vete, havre, råsocker eller omältat korn. Råfrukten tillsätts före jäsningen. Anledningen till tillsättandet kan vara flera, dels att det är betydligt billigare än malt men även för att åstadkomma vissa egenskaper som torrhet och krispighet eller att öka alkoholhalten. 
Råfrukt får enligt Reinheitsgebot inte förekomma i tyska ölsorter. Råfrukt förekommer rikligt i de lätta amerikanska lagerölen, till exempel Budweiser. Enligt svensk lag får öl maximalt innehålla 49 procent råfrukt mot mängden malt. 